# Mesua pustulata
Mesua pustulata är en tvåhjärtbladig växtart som först beskrevs av Henry Nicholas Ridley, och fick sitt nu gällande namn av Peter Shaw Ashton. Mesua pustulata ingår i släktet Mesua och familjen Calophyllaceae. Inga underarter finns listade i Catalogue of Life.